# Могиляны (Брестская область)
Могиля́ны (бел. Магіляны) — деревня в Барановичском районе Брестской области Белоруссии. Входит в состав Новомышского сельсовета. Население — 20 человек (2019).

## Этимология
Ойконим Могиляны указывает на коллективное прозвище, ставшее названием деревни. Оно может означать «люди, поселившиеся возле могилы (могил)». Могилами были природные возвышенности, бугры вблизи поселения или курганные могильники.

## География
Расположена в 11 км по автодорогам к юго-западу от центра Барановичей и в 8 км по автодорогам к югу от центра сельсовета, деревни Новая Мышь, между автодорогами М1 и Р2, на которой находится остановка автобуса № 208 «Барановичи — Деревная», связывающего деревню с Барановичами. К северо-западу от деревни протекает река Моховик, которая в 200 метрах к северу впадает в реку Могилянку. К югу от деревни расположена молочно-товарная ферма птицефабрики «Дружба», реконструируемая под молочно-товарный комплекс.

## История
Упоминается на карте Шуберта первой половины XIX века.
По переписи 1897 года — деревня Новомышской волости Новогрудского уезда Минской губернии, 17 дворов. В 1909 году — деревня (31 двор, 178 жителей) и имение (6 дворов, 53 жителя) той же волости.
С 1921 года составе межвоенной Польши, в гмине Новая Мышь Барановичского повета Новогрудского воеводства. По переписи 1921 года в деревне числилось 6 обитаемых зданий, в которых проживало 29 человек (13 мужчин, 16 женщин), все поляки (по вероисповеданию — православные).
С 1939 года в составе БССР. С 15 января 1940 года — в Новомышском районе Барановичской, с 8 января 1954 года — Брестской области; 8 апреля 1957 года — район переименован в Барановичский. В Великую Отечественную войну с конца июня 1941 года до июля 1944 года оккупирована немецко-фашистскими захватчиками. До 22 марта 1962 года входила в состав Полонковского сельсовета.

## Население
По состоянию на 1 января 2023 года в деревне проживало 19 человек в 12 хозяйствах, из них 1 человек моложе трудоспособного возраста, 12 в трудоспособном возрасте и 6 старше трудоспособного возраста.
| Численность населения (по переписи) | Численность населения (по переписи) | Численность населения (по переписи) | Численность населения (по переписи) | Численность населения (по переписи) | Численность населения (по переписи) | Численность населения (по переписи) | Численность населения (по переписи) |
| 1897                                | 1909                                | 1921                                | 1939                                | 1970                                | 1999                                | 2009                                | 2019                                |
| ----------------------------------- | ----------------------------------- | ----------------------------------- | ----------------------------------- | ----------------------------------- | ----------------------------------- | ----------------------------------- | ----------------------------------- |
| 144                                 | ↗231                                | ↘29                                 | ↗156                                | ↗160                                | ↘64                                 | ↘46                                 | ↘20                                 |